# Screen International
Screen International est un magazine britannique consacré à l'industrie du cinéma. La version papier a été créée en 1976, sa version électronique, intitulée Screendaily.com, est lancée en 2001. Le magazine couvre les festivals les plus importants de l'industrie cinématographique (Cannes, Berlin, Venise, Toronto...) en proposant des éditions quotidiennes. 

## Jury des festivals
Depuis 1997,, Screen Daily, le hors-série de Screen International lors des festivals, rassemble un jury de critiques internationales (dans une section Jury Grid) afin de donner la tendance des critiques face aux films de la compétition ainsi que l'avis de Screen International. C'est surtout une agrégation de critiques, bien que ce soit un dispositif analogue au Prix FIPRESCI, il ne décerne pas de récompenses ou de prix. Même si pour Cannes, Le Film français s'en est inspiré avec un agrégateur des critiques françaises.
Sont indiqués les notes finales des critiques. Ainsi que les meilleurs films classés par le tableau des critiques, également les récompenses obtenues par ces films au festival concerné. Les notes varient selon un palmarès allant de 0 à 4, selon la moyenne des critiques. Les meilleurs films dépassent souvent la note moyenne de 3 sur 4[réf. nécessaire].

### Berlinale
- 2012[3] : Barbara de Christian Petzold • Ours d'argent du meilleur réalisateur
- 2013[4] : Gloria de Sebastián Lelio • Ours d'argent de la meilleure actrice
- 2014[5] : Boyhood de Richard Linklater • Ours d'argent du meilleur réalisateur
- 2015[6] : 45 ans de Andrew Haigh • Ours d'argent du meilleur acteur et de la meilleure actrice
- 2016[7] : Fuocoammare de Francesco Rosi • Ours d'or
- 2017[8] : L'Autre Côté de l'espoir de Aki Kaurismaki • Ours d'argent du meilleur réalisateur

### Festival de Cannes
- 2009[9] : Un prophète de Jacques Audiard • Grand Prix
- 2010[10] : Another Year de Mike Leigh
- 2011[11] : Il était une fois en Anatolie de Nuri Bilge Ceylan • Grand Prix
- 2012[12] : ex æquo
  - Amour de Michael Haneke • Palme d'or
  - Au-delà des collines de Cristian Mungiu • Prix d'interprétation féminine et prix du scénario
- 2013[13] : La Vie d'Adèle de Abdellatif Kechiche • Palme d'or
- 2014[14] : Mr. Turner de Mike Leigh • Prix d'interprétation masculine
- 2015[15] : ex æquo
  - Carol de Todd Haynes • Prix d'interprétation féminine
  - The Assassin de Hou Hsiao-hsien • Prix de la mise en scène
- 2016[16] : Toni Erdmann de Maren Ade • Aucun prix au palmarès mais très grand favori de la critique internationale dont l'absence fut remarqué[17]
- 2017[18] : ex æquo
  - Faute d'amour de Andreï Zviaguintsev • Prix du jury
  - You Were Never Really Here de Lynne Ramsay • Prix du scénario et prix d'interprétation masculine

### Mostra de Venise
Screen International ne couvre pas la Mostra, mais le Festival de Toronto qui se déroule au même moment. Néanmoins, cela peut se compenser avec une grille analogue, nommée Stars & Stripes, qui rassemble un échantillon de la critique internationale et les journalistes de La Stampa,.